# Station Broadbottom
Broadbottom is een spoorwegstation van National Rail in Broadbottom, Tameside in Engeland. Het station is eigendom van Network Rail en wordt beheerd door Northern Rail. 